# Eva Lin
Eva Lin (Manila, 4 de maig de 1985) és una actriu pornogràfica transsexual filipina nacionalitzada estatunidenca d'ascendència tagala i irlandesa.
Als 21 anys, mentre treballava en el Club Dives com a ballarina exòtica, un local de noies transsexuals de San Francisco, va conèixer la també l'actriu Yasmin Lee que la va proposar de començar a treballar al món del cinema eròtic, on va debutar el 2011, amb 26 anys, destacant per les seves interpretacions per a productores com Kink.com i Grooby Productions.
El 2012, en els Tranny Awards va guanyar tres premis a Millor rostre nou, Millor artista hardcore i Millor escena, que va compartir amb Honey Foxx i Sebastian Keys.
El 2014, Eva Lin va signar un contracte en exclusiva amb Trans500, la productora creada pel director Josh Stone.